# Oswald West State Park
Der Oswald West State Park ist ein State Park im US-Bundesstaat Oregon. Der sowohl im Clatsop wie auch im Tillamook County, etwa 14 km südlich von Cannon Beach gelegene Park bewahrt einen 6 km langen unberührten Abschnitt der Pazifikküste. 

## Geographie
Der 1005 ha große Park erstreckt sich zwischen Arch Cape im Norden und dem direkt an der Küste liegenden, 506 m hohen Neahkahnie Mountain im Süden entlang der Pazifikküste. Innerhalb des Parks fällt die Oregon Coast Range steil zur Smuggler's Cove genannten Bucht ab, an der der etwa 400 m lange Short Sands Beach liegt. Der Strand wird im Norden durch das 228 m hohe, sich über 1,5 km ins Meer erstreckende Cape Falcon und im Süden durch den Neahkahnie Mountain begrenzt. Durch den Park fließen die Bäche Short Sand Creek und Necarney Creek, die beide an der Smuggler's Cove ins Meer münden. An der Smuggler's Cove fällt auch der Blumenthal Falls, ein 13 m hoher Wasserfall, direkt auf den Strand und fließt ins Meer. Der Wasserfall wurde nach Dan Blumenthal benannt, einem Ranger, der 1999 im Park erschossen wurde.

## Geschichte
Am Short Sand Beach haben Archäologen Funde ausgegraben, die belegen, dass Tillamook und Clatsop-Indianer den Strand aufgesucht haben. Im 19. Jahrhundert diente der Strand Pionieren auf ihrer Reise entlang der Küste als Rastplatz, angeblich landeten am Strand auch Schmuggler, die der Smuggler's Cove ihren Namen gaben. Zu Beginn des 20. Jahrhunderts kamen die ersten Ausflugsgäste zum Picknick an den Strand. 
Samuel Boardman, der erste Superintendant für die State Parks in Oregon, verfolgte schon zu Beginn der 1930er Jahre das Projekt, einen State Park an der Nordküste des Staates zu gründen. Seine Wahl fiel auf den Strand von Short Sands, wo er einen Rastplatz am neuen Highway 101 anlegen wollte. Boardman überzeugte ab 1931 mehrere Landbesitzer, dem Staat ihren Grundbesitz im heutigen Parkgebiet zu schenken, bis 1976 wurde das Parkgebiet durch weitere Schenkungen und Ankäufe auf die heutige Größe erweitert. 1940 und 1941 legte das Civilian Conservation Corps Wege im Parkgebiet an, 1941 wurde der Highway entlang des Neahkahnie Mountain fertiggestellt. Ursprünglich wurde der Park Short Sands Beach State Park genannt. 1956 wurde der Park nach Oswald West benannt, der von 1911 bis 1915 Gouverneur von Oregon war und den freien Zugang zu den Stränden in dem Bundesstaat bewahrte. Ab den 1970er Jahren wurde der Park ein beliebtes Ziel von Surfern. Heute gilt der Park als einer der beliebtesten Parks Oregons und wird von einer Million Besuchern jährlich besucht.

## Flora und Fauna
Der Park ist mit einem Urwald aus Douglasien, Westamerikanischen Hemlocktannen und Riesenlebensbäumen sowie einem dichten Unterwuchs aus Heidelbeeren, Prachthimbeeren, und Shallon-Scheinbeeren, der Boden ist mit Moosen, Farnen und Waldlilien bedeckt. Cape Falcon ist mit einem Regenwald aus Sitka-Fichten bewachsen, während die Hänge des Neahkahnie Mountain bis 1942 als Schafweide dienten und deshalb weniger bewaldet sind.
Im Park leben zahlreiche Vogelarten wie Marmelalke, Diademhäher, Haarspechte, Grauwasseramseln, Mönchswaldsänger, Rotrückenmeisen. Am Mount Neahkahnie lebt eine Herde Wapitis, im Regenwald kommen Bananenschnecken vor. Auf den Felsen des Cape Falcon können Seehunde und Kalifornische Seelöwen beobachtet werden.

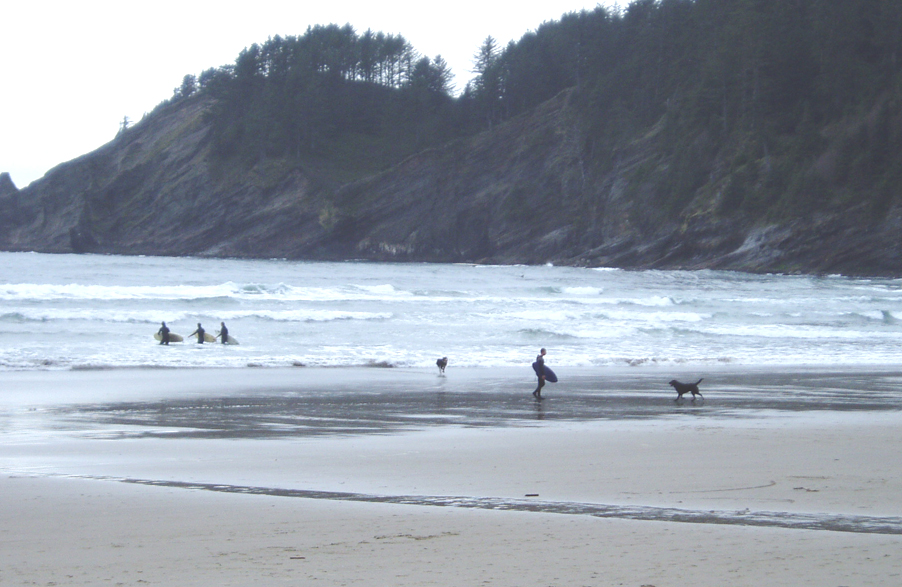
Strand von Short Sands

## Touristische Anlagen
Als Highway-Rastplatz ist die Benutzung des Parks ist gebührenfrei. Im Park liegen Picknickplätze, durch den Wald führen mehrere Fußwege zum Strand, der bei Surfern und Kajakfahrern beliebt ist. Durch den Park führt ein 21 km langer Abschnitt des Oregon Coast Trail, der durch den Park zum Cape Falcon und weiter Richtung Arch Cape führt.
Der Highway 101 verläuft auf der Meeresseite des Neahkahnie Mountain, entlang der Strecke liegen sieben Aussichtspunkte, die noch mit vom Civilian Conservation Corps errichteten Steinmauern eingefasst sind.
Bis 2008 verfügte der Park auch über einen Zeltplatz. In diesem Sommer jedoch fiel ein Baum mit über drei Metern Durchmesser auf den Platz. Eine Überprüfung weiterer Bäume ergab, dass auch weitere Bäume umstürzen konnten. Aus Naturschutzgründen wurden sie jedoch nicht gefällt und stattdessen der Zeltplatz geschlossen.